# Barview
Barview – jednostka osadnicza w Stanach Zjednoczonych, w stanie Oregon, w hrabstwie Coos.